# Szászberek
Szászberek 1950. március 11-én alakult község Jász-Nagykun-Szolnok vármegye Szolnoki járásában. Korábban Alsó- és Felsőszászberek néven Besenyszög külterülete volt.

## Fekvése
A vármegye nyugati részén, az Alsó-Jászság szélén terül el, a Zagyva bal parti oldalán, a megyeszékhely Szolnoktól 17 kilométerre északra. A közvetlen szomszédos települések: észak felől Jászalsószentgyörgy, északkelet felől Jászladány, kelet felől Besenyszög, dél felől Zagyvarékas, délnyugat felől Újszász, északnyugat felől pedig Jászboldogháza.

### Megközelítése
Legfontosabb közúti megközelítési útvonala a 32-es főút, amely a belterületének legnyugatibb utcájaként húzódik, azon érhető el Szolnok-Újszász és Jászberény felől is. Jászapáti-Jászladány irányából a 3227-es úton közelíthető meg.
Az autóbuszközlekedés szolgáltatója a Volánbusz, melynek a Szolnok-Jászberény útvonalon közlekedő járatai e települést is kiszolgálja. Újszász és Szászberek között egy iskolajárat is közlekedik, és működik egy, a jászberényi Electrolux gyár dolgozóit szállító autóbusz is, amelyen szintén elérhető a település.
A hazai vasútvonalak közül az 1885. július 20-án átadott Újszász-Jászapáti, majd 1911-től a MÁV 86-os számú Vámosgyörk–Újszász-vasútvonala érinti, melynek egy megállási pontja van itt. Szászberek megállóhely a vonal állomásainak viszonylatában Jászladány vasútállomás és Újszász vasútállomás között található; fizikailag a község lakott területétől északnyugatra, a 32-es főút túlsó oldalán helyezkedik el, közúti elérését az abból kiágazó 31 328-as számú mellékút biztosítja.

## Története
Első ismert írásos említése 1435-ből származik. Zsigmond király uralkodása alatt templomos helyként jegyzik. Ekkor nevét Zazberegh alakban írták. A település a 15. században mezővárosi rangot kapott, de később ezt elvesztette, mert a 17. századra az oszmán-tatár hódítások, pusztítások miatt elnéptelenedett. 1699-ben a bujáki váruradalom része a szászbereki puszta, melyet Mária Terézia 1745. április 13-án kelt adománylevelével Esterházy Pál Antalnak adományozta „örökös jogon". II. Esterházy Miklós herceg a szászbereki pusztában egy 3000 férőhelyes juhhodály és hozzátartozó gazdasági épületeket épített Alsó-szászbereken 1798-ban. Az Esterházy hercegség korából származó Magyar Nemzeti Levéltár Országos Levéltári okmányok /Szászbereki pusztán építendő gazdasági épületek és a Tiszakürti (Pusztakürt) puszta és környékének térképe/ másolati vászonképei adományozással kerültek a Szászbereki Önkormányzati Hivatal épületébe.
Az 1870-es évek végétől a puszta a Kohner család tulajdonába került. A nagyüzemi gazdálkodást megalakító családi uradalom lakosságának (cselédek, zsellérek) száma folyamatosan emelkedett. Ebben nagy szerepet játszott, hogy az új birtokosoknak egyre több munkáskézre volt szükség, a korszerű - kisvasúttal (kutyavasút-lóré-pámvádli) is ellátott - uradalmi gazdálkodáshoz. Kohner Adolf vezetésével országos hírnévre tett szert a gőzekét is alkalmazó mezőgazdasági tevékenység. A szászbereki ménes lovai több díjat is nyertek, de az állattenyésztés egyéb ágazatai is világhírűek voltak. Dr. báró szászbereki Kohner Adolf, aki nagy jótevője és támogatója volt Bartók Bélának, meghívta Őt a felsőszászbereki kastélyába. A zeneszerző és népzenekutató 1918. augusztus 15 és 26. közötti 11 nap alatt 203 népdalt gyűjtött. 11-et Felsőszászbereken, 45-öt Jánoshidán és a legtöbbet, 147-et Újszászon. Ez volt az utolsó magyarországi népdalgyűjtő útja, melyről levélben is megemlékezett. A látogatás tiszteletére az Örökségünk Szászberek Helytörténeti Kör emléktábla állítást kezdeményezett, mely a helyi Önkormányzat támogatásával 2023. december 13-án avatásra került, méltó megemlékezésse l és tárlattal.
Az addig Besenyszöghöz tartozó külterület 1950. március 11. óta önálló község. A település gazdaságát az akkumulátorgyártás és földművelés határozta meg 2003-ig, viszont a földművelés mind a mai napig tart. 2008 őszén elkezdődött egy biomassza-erőmű és pelletgyártó üzem építése egy olasz tulajdonban lévő ipari területen, ami 2021-ben is a 2008-as szinten van.

## Közélete

### Polgármesterei
- 1990–1994: Ifj. Pető Miklós (MDF)[7]
- 1994–1998: Ifj. Pető Miklós (MDF-Fidesz-FKgP-KDNP)[8]
- 1998–2002: Vasas Zsuzsanna (független)[9]
- 2002–2006: Vasas Zsuzsanna (független)[10]
- 2006–2010: Vasas Zsuzsanna (független)[11]
- 2010–2014: Alapi József (független)[12]
- 2014–2019: Alapi József (Fidesz-KDNP)[13]
- 2019–2024: Alapi József (Fidesz-KDNP)[14]
- 2024– : Alapi József (Fidesz-KDNP)[1]

## Népesség
A település népességének változása:
| Lakosok száma | 998  | 1029 | 1006 | 965  | 915  | 905  | 894  |
|               | 2013 | 2014 | 2017 | 2021 | 2022 | 2023 | 2024 |

2001-ben a település lakosságának 100%-a magyar nemzetiségűnek vallotta magát.
A 2011-es népszámlálás során a lakosok 91,1%-a magyarnak, 0,3% németnek, 0,2% románnak mondta magát (8,9% nem nyilatkozott; a kettős identitások miatt a végösszeg nagyobb lehet 100%-nál). A vallási megoszlás a következő volt: római katolikus 42,1%, református 2,4%, görögkatolikus 0,3%, felekezeten kívüli 29,6% (24,3% nem nyilatkozott).
2022-ben a lakosság 92,3%-a vallotta magát magyarnak, 0,8% németnek, 0,4% cigánynak, 0,1% lengyelnek, 0,1% görögnek, 1,9% egyéb, nem hazai nemzetiségűnek (7,5% nem nyilatkozott; a kettős identitások miatt a végösszeg nagyobb lehet 100%-nál). Vallásuk szerint 31,8% volt római katolikus, 2,7% református, 1% görög katolikus, 0,1% evangélikus, 0,1% ortodox, 0,1% izraelita, 1,4% egyéb keresztény, 4,4% egyéb katolikus, 19,5% felekezeten kívüli (38,9% nem válaszolt).

## Nevezetességei
- 1798-ban épült Esterházy majorság [18] megmaradt épületei. Készült Ringer József építész és Johann Baptist Pölt grafikus terve alapján. A tervrajz címe: A szászbereki pusztán építendő gazdasági épületek
- 1901-ben épült Kohner-kastély[19]
- 1900-as évek elején készült vasbetonszerkezetű víztorony[20]
- 2003-ban épült, Gereben Gábor Ybl Miklós-díjas építész tervezte temploma
- 2017-ben felújított Kohner kocsiszín
- 2018-ban épült Sportcsarnok
- 2021-ben átadott 4 hektáros Ipari Park

## Külső hivatkozások
- Szászberek hivatalos honlapja
- Szászberek a Gyaloglón
- Szászberek az utazom.com honlapján
- Szászberek a TérképCentrumon Archiválva 2008. június 21-i dátummal a Wayback Machine-ben
- Szászbereki Örökség Őrzői Facebook csoport
- Örökségün

k Szászberek Helytörténeti Kör